# アバイ州
アバイ州（アバイしゅう、カザフ語: Абай облысы、ロシア語: Абайская область）はカザフスタン東部の州。州都はセメイ。北をロシア連邦アルタイ地方、東を東カザフスタン州および中華人民共和国新疆ウイグル自治区と、南をジェティス州、西をカラガンダ州およびパブロダール州と接する。
2022年6月8日に東カザフスタン州から分立した。州名は19世紀の詩人アバイ・クナンバイウルに由来する。
1939年から1997年まで存在したセミパラチンスク州の領域を継承する。

## 下位行政区画

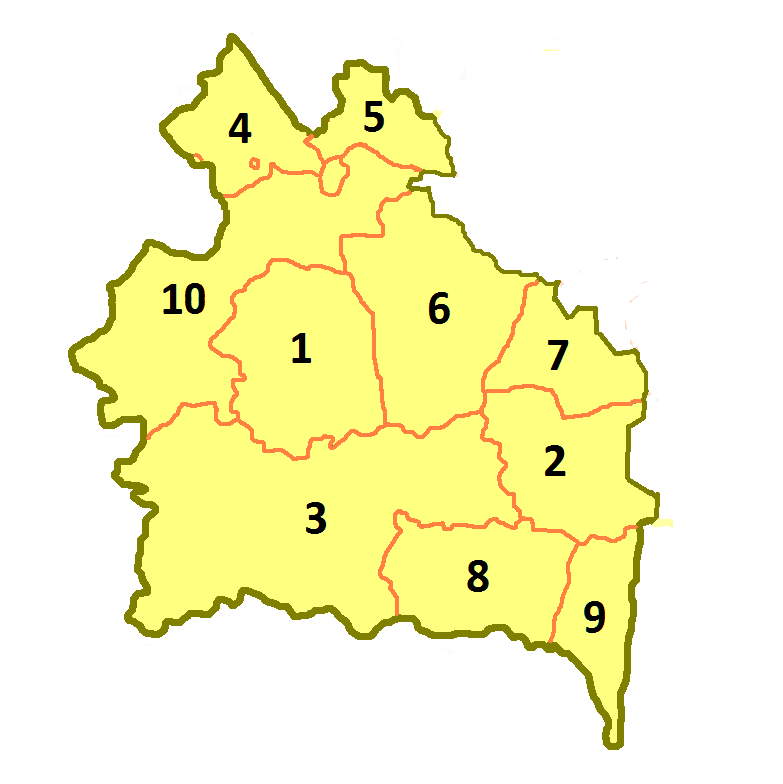
アバイ州の地区と市

2市と8地区から成る。
1. アバイ地区（カザフ語版）
2. アクスアト地区（カザフ語版）
3. アヤゴズ地区（カザフ語版）
4. ベスカラガイ地区（カザフ語版）
5. ボロドゥリヒン地区（カザフ語版）
6. ザルマ地区（カザフ語版）
7. コクペクチン地区（カザフ語版）
8. ウルジャル地区（カザフ語版）
9. クルチャトフ市
10. セメイ市